# Fausto Cornelio Silla Felice
Fausto Cornelio Silla Felice (latino: Faustus Cornelius Sulla Felix; 22 – Marsiglia, 62) è stato un politico romano, figlio di Fausto Cornelio Silla, console suffetto del 31, e di Domizia Lepida.

## Origini familiari
I suoi nonni materni erano il console del 16 a.C., Lucio Domizio Enobarbo e Antonia maggiore, una nipote dell'imperatore romano Augusto. Sua madre, Domizia Lepida, era una pronipote di Augusto, essendo una nipote di Ottavia minore e del triumviro Marco Antonio. Felice era il fratellastro, da parte della madre, dell'imperatrice romana Valeria Messalina, moglie di Claudio.

## Vita politica
Nel 47 l'imperatore Claudio, che era cugino di sua madre, ha organizzato il matrimonio di Felice con sua figlia, Claudia Antonia. Antonia gli diede un figlio che ci è stato riferito essere un bambino debole e di poca forza, che morì prima del suo secondo compleanno. La sua parentela con la famiglia regnante imperiale, ha fatto sì che egli sia stato nominato console nel 52.
Nel 56 due anni dopo l'ascesa dell'imperatore romano Nerone, il liberto imperiale Pallante e il prefetto del pretorio Sesto Afranio Burro furono accusati di aver cospirato contro il Princeps per sostituirlo con Felice. I cospiratori vennero processati ma Felice non sembrò essere stato implicato. Nerone però cominciò a controllare il cognato, per paura del suo legame con la famiglia imperiale.

## Esilio e morte
Nel 58 un altro liberto imperiale accusò falsamente Felice di aver complottato per attaccare Nerone, forse su iniziativa di quest'ultimo. Nerone trattò Felice come un traditore, lo esiliò nel 59 e lo relegò a Massilia (attuale Marsiglia). Infine, nel 62, la guardia di palazzo Tigellino inviò dei sicari per uccidere Felice, che fu assassinato a cena; cinque giorni dopo Tigellino diede l'ordine di portare la testa di Felice a palazzo. Sembra che Nerone prendesse in giro la testa, a causa della sua calvizie e del grigiore ai suoi capelli. Lo storico romano Tacito descrive il personaggio di Felice come "timido e spregevole" e ha anche affermato che Felice sarebbe stato incapace di tentare di complottare contro l'imperatore.